# Стефан II (патриарх Константинопольский)
Патриарх Стефа́н II Амаси́йский (греч. Πατριάρχης Στέφανος Β΄; умер 15 июля 928) — Патриарх Константинопольский с 29 июня 925 по 15 июля 928 года.

## Жизнеописание
До посвящения в патриарший сан Стефан был митрополитом Амасийским.
29 июня 925 года императором Романом I Лакапином был объявлен Константинопольским патриархом.
Стефан II 8 октября 927 года принял участие в заключении мирного соглашения с Болгарией, который скреплялся брачным союзом Марии, дочери императора Христофора Лакапина, и царя Петра I. Благословение происходило в храме Пресвятой Богородицы.
Патриарх Стефан II скончался 15 июля 928 года.